# Hứa Sở Cơ
Hứa Sở Cơ (chữ Hán: 許楚姬, Hàn văn: 허초희; 1563 - 1589) là một nữ thi sĩ Triều Tiên.

## Tiểu sử

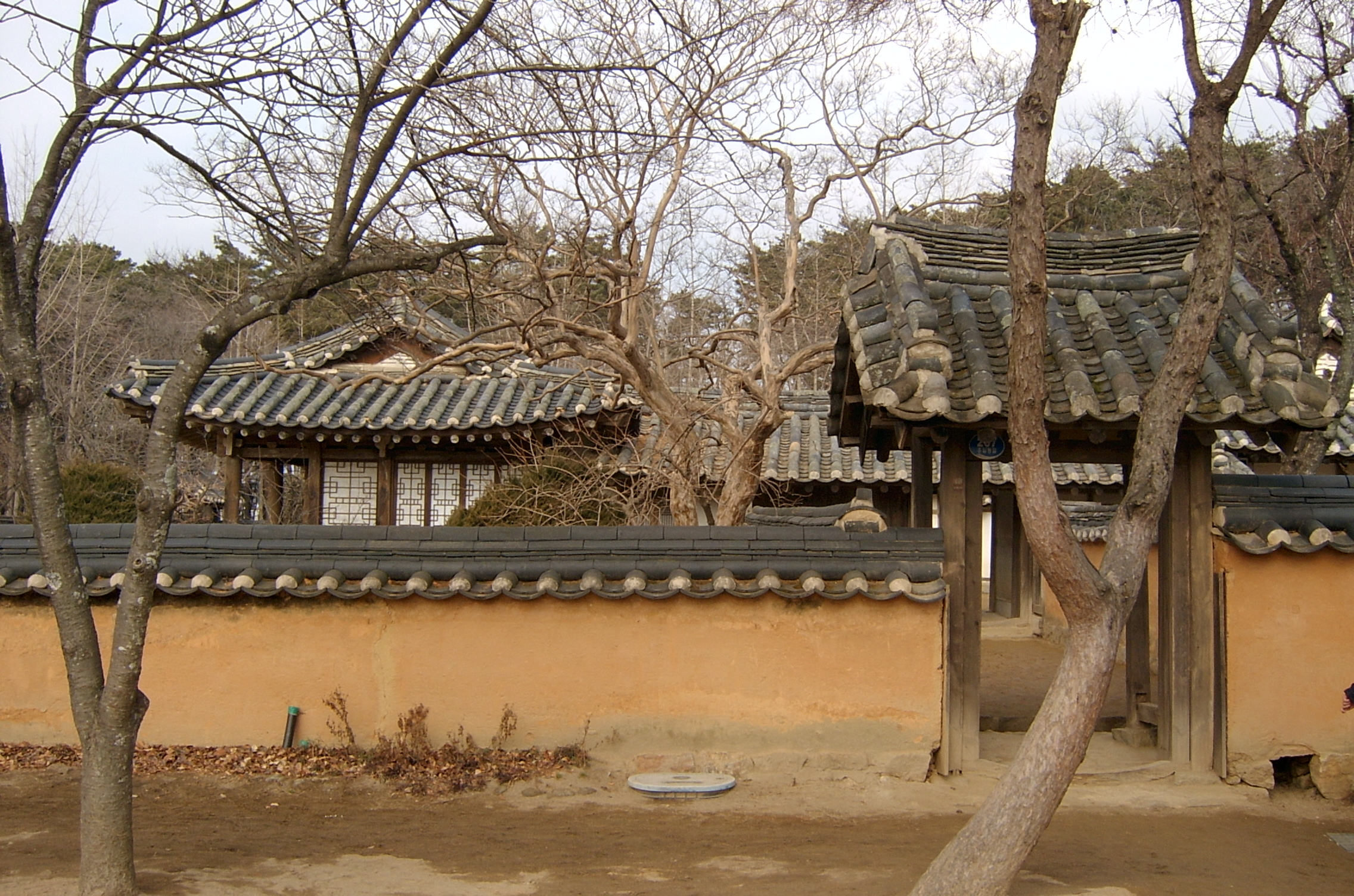
Di tích Hứa gia viên tại Giang Ninh.

Hứa Sở Cơ vốn có nhũ danh là Ngọc Huệ (玉惠, 옥혜), tự Cảnh Phiền (景樊, 경번), hiệu Lan Tuyết Hiên (蘭雪軒, 난설헌), Lan Tuyết Trai (蘭雪齋, 난설재). Bà sinh trưởng tại Giang Ninh trong một đại gia tộc lưỡng ban, cả cha và hai anh trai đều là những nhân vật chính trị có ảnh hưởng vang dội đương thời.
Lớn thêm một chút, Hứa Sở Cơ được gả cho một quan văn tên Kim Thành Lập. Cuộc hôn nhân không đem đến cho bà hạnh phúc vì người chồng thích lang chạ với nhiều đàn bà khác, mối quan hệ mẹ chồng - nàng dâu cũng rất lạnh nhạt. Hứa Sở Cơ hạ sinh được một bé gái và một bé trai, nhưng cả hai đều mất khi vừa lọt lòng. Bà từ đó lâm buồn phiền và tạ thế khi vừa 27 tuổi.

## Sự nghiệp
Tiếp thu ảnh hưởng từ cha và các anh trai đều là những nghệ sĩ có lối sống hoang đàng, Hứa Sở Cơ ngay từ tấm bé đã thích làm thơ, đề chữ trên tranh. Di tác của bà là khoảng 200 thi phẩm bằng Hán văn và Hàn văn, tuy nhiên mảng Hán văn trội hơn về số lượng và phẩm chất.

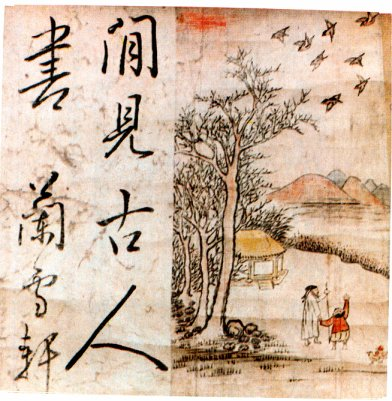
Anggan bigeumdo, painted by Heo Nanseolheon
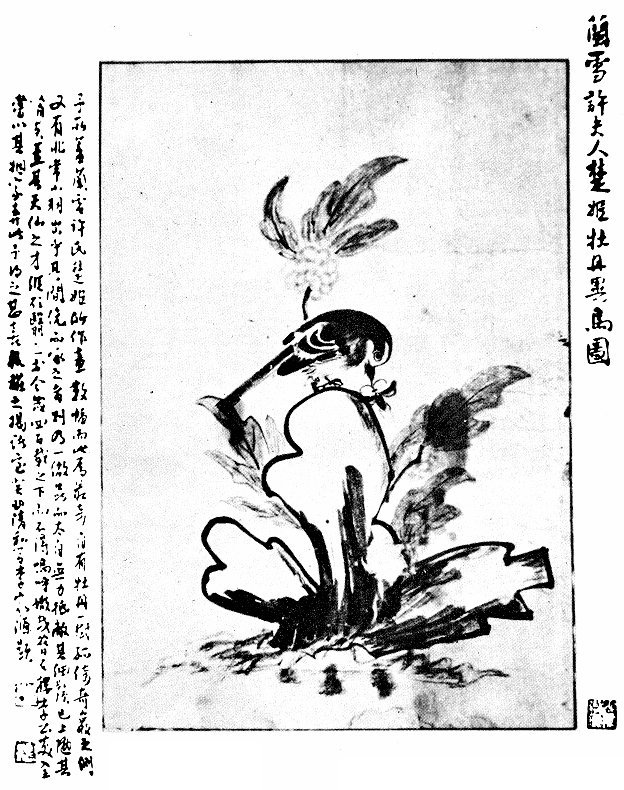
Mukjodo
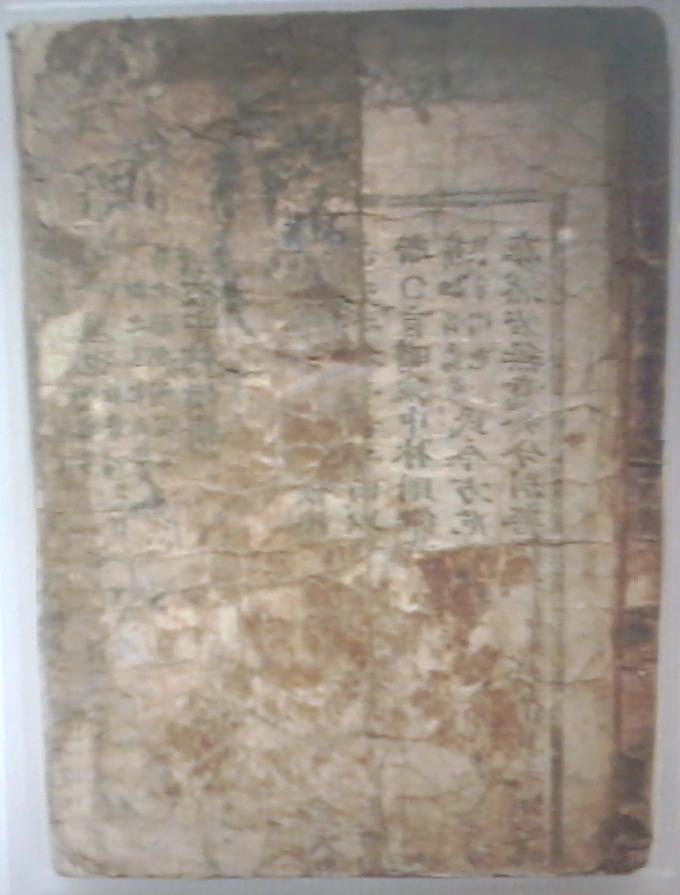
Nanseolheon jip
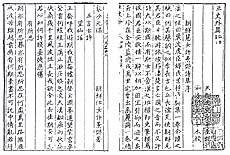
Her poetry book Chwesawonchang (1612)